# 韋敻
韋 敻（い けい、502年 - 578年）は、北魏末から北周にかけての隠者。字は敬遠。本貫は京兆郡杜陵県。

## 経歴
北魏の武威郡太守の韋旭の子として生まれた。質朴を尊び、栄利を求める意欲に乏しかった。弱冠にして雍州中従事として召されたが、その仕事を好まず、病と称して職を去った。前後10回にわたって召命があったが、韋敻はいずれも応じなかった。西魏の宇文泰も使者を派遣して召し出そうとしたが、韋敻は誘いに乗らなかった。その居宅のそばには林や泉がつらなり、韋敻は琴や書に向き合って楽しみ、ひっそりと暮らしていた。当時の人は韋敻のことを居士と呼んだ。そののどかで素朴な暮らしを慕う者が、あるいは酒を携えて訪れると、韋敻は歓を尽くして、接待に倦むのを忘れた。
557年、北周の明帝が即位すると、韋敻に詩を贈った。韋敻が明帝の詩に答えて、参内して拝謁したいと願い出ると、明帝は大喜びし、韋敻に河東の酒1斗を賜り、逍遥公と号させた。
ときに宇文護が政権を握り、広壮な邸宅を営んでいた。宇文護は韋敻を宅に召し出し、政治について諮問しようとした。韋敻は邸宅の堂を仰ぎみると感嘆して、「酒を楽しんで音立ててすすり、軒の高い家の垣には文様が彫られている。このようなところは唯一で、滅ばないことはあるまい」といった。宇文護は喜ばなかった。
南朝陳がその尚書周弘正を使節として北周に派遣してくると、周弘正はもとより韋敻の名を聞いていたので、会見したいと願い出た。朝廷はこれを許可した。周弘正は韋敻のところにいたると、一日中談笑し、めぐり会うのが遅かったことを恨みとした。後に周弘正は韋敻に賓館に来てもらうよう要請したが、韋敻は折悪く赴けなかった。そこで周弘正は詩を贈って「木星（賢者）がまだ動かないのに、真の車が肯いて来ることがあろうか」といった。
北周の武帝はあるとき韋敻を夜の宴に招き、大量の絹を与えようとした。韋敻は1匹だけを取って、恩を受けたことを示した。武帝はこのためますます韋敻を重んじるようになった。弟の韋孝寛が延州総管となると、韋敻は延州に赴いて韋孝寛と会った。韋敻が帰るにあたって、韋孝寛は乗馬とくつわを韋敻に与えようとした。韋敻はその派手なことを心中嫌って、「古きを捨てて新しきを録るは、また我が志にあらざるなり」と笑っていい、古い馬に乗って帰った。
武帝は韋敻に命じて仏教・道教・儒教の優劣を論じさせた。そこで韋敻は『三教序』を著して上奏した。
韋敻の子の韋瓘は随州刺史をつとめていたが、病のため物故した。また韋孝寛の子の韋総が并州で戦没した。1日のうちにふたつの凶報が届いて、家人たちは互いに悲しみ嘆いたが、韋敻は平然としていた。「死生は天命であり、常の事として去来するものである。またどうして悲しむに足りようか」と家人たちにいって、いつものように琴を撫していた。
578年（宣政元年）2月、家で死去した。享年は77。

## 子女
- 韋世康
- 韋洸
- 韋瓘（随州刺史、病のために早逝した）
- 韋芸
- 韋沖
- 韋約

## 伝記資料
- 『周書』巻31 列伝第23
- 『北史』巻64 列伝第52